# Aslan
Aslan je hlavní postavou sedmidílné série Letopisy Narnie, kterou napsal C. S. Lewis. Je „velkým lvem“ z knihy Lev, čarodějnice a skříň a jeho role v Narnii se rozvíjí v průběhu zbývajících knih. Jako jediná postava se objevuje ve všech sedmi dílech. Aslan je turecký výraz pro „lva“. Když Lewis odkazuje na Aslana, často používá slovo lev s velkým L, protože Aslan (alespoň částečně) představuje Ježíše.
Aslan je vyobrazen jako mluvící lev, král zvířat, syn velkého císaře za mořem, vládce Narnie, moudrý, milosrdný, tajemný a laskavý rádce lidských dětí, strážce a spasitel Narnie. Autor C. S. Lewis popsal Aslana jako alternativní verzi Krista, jako formu Ježíše, který by se mohl objevit ve světě fantazie.
Během všech příběhů je uváděno, že Aslan „není ochočený lev“, protože navzdory své mírné a milující povaze je silný a může být nebezpečný. Má mnoho přívrženců, včetně lidí, mluvících zvířat a mytologických stvoření, jako jsou kentauři, fauni, dryády, trpaslíci, satyrové, najády, hamadryády, mořské panny, jednorožci a okřídlení koně.